# Grotte de la Triperie
La grotte de la Triperie est une grotte marine située dans la calanque de la Triperie à Marseille, à proximité du cap Morgiou qu'il domine de ses falaises abruptes.

## Patrimoine
Avec plusieurs autres cavités de ce même secteur du massif des calanques, dont la grotte Cosquer, elle fait l’objet d’un classement au titre des monuments historiques depuis le 2 septembre 1992.